# Albert Nasse
Albert F. "Al" Nasse, född 2 juli 1878 i Saint Louis, död 21 november 1910 i Saint Louis, var en amerikansk roddare.
Nasse blev olympisk guldmedaljör i fyra utan styrman vid sommarspelen 1904 i Saint Louis.